# بابلو أغيلار (لاعب كرة سلة)
بابلو أغيلار (بالإسبانية: Pablo Aguilar Bermúdez)‏ مواليد 09 فبراير 1989، هو لاعب كرة سلة إسباني بدأ مسيرته الاحترافية في سنة 2006 يلعب مع فريق فالنسيا باسكت ويحمل الرقم 34. يبلغ طوله 6 قدم 8.75 بوصة (2.1 م).

## فرق لعب لها
- ريال مدريد بالونكيستو
- باسكت سرقسطة 2002
- فالنسيا باسكت

## الميداليات
| الميدالية | المسابقة                         |
| --------- | -------------------------------- |
| برونزية   | بطولة أمم أوروبا لكرة السلة 2013 |

## روابط خارجية
- بابلو أغيلار على موقع الاتحاد الدولي لكرة السلة (الإنجليزية)
- بابلو أغيلار على موقع الدوري الأوروبي لكرة السلة (الإنجليزية)
- بابلو أغيلار على موقع دوري كرة السلة الياباني للمحترفين (اليابانية)
- بابلو أغيلار على موقع الدوري الإسباني لكرة السلة (الإسبانية)
- بابلو أغيلار على موقع كرة السلة الأوروبية.كوم (الإنجليزية)
- بابلو أغيلار على موقع DraftExpress.com (الإنجليزية)
- بابلو أغيلار على موقع ريلجم (الإنجليزية)
- بابلو أغيلار على موقع بروبوليرز (الإنجليزية)
- بابلو أغيلار على موقع سبورتس رفرنس (الإنجليزية)